# Хованщина (станция)
Хова́нщина — промежуточная железнодорожная станция Пензенского региона Куйбышевской железной дороги, располагается на территории Республики Мордовия.

## Описание
Станция Хованщина расположена на двухпутном участке Кустарёвка — Самара с электротягой постоянного тока и относится к Пензенскому региону Куйбышевской железной дороги. По характеру работы является промежуточной станцией, по объёму выполняемой работы отнесена к 5-му классу. Путевое развитие включает 10 путей: 2 главных (№ 1, 2), 3 приёмо-отправочных (№ 3, 4, 5), 1 погрузочно-выгрузочный (№ 6), три пути тракционные: 8, 9 и 10 (два первых расположены на территории тяговой подстанции), один соединительный - 7. На станции расположена площадка производственного участка Рузаевской дистанции электроснабжения (ЭЧ-3) — дистанция контактной сети ЭЧК-8. Комплексный контроль за техническим состоянием пути осуществляет Ковылкинская дистанция пути (ПЧ-19).
Станция включена в диспетчерскую централизацию участка Рузаевка — Кустарёвка. Диспетчерское управление осуществляется поездным диспетчером. Управление стрелками и сигналами при передаче станции на сезонное или резервное управление осуществляется дежурным по станции.